# Julius von Kirchmann
Julius von Kirchmann (Schafstädt, 5 novembre 1802 – Berlino, 20 ottobre 1882) è stato un filosofo e giurista tedesco.
Kirchmann studiò all'università di Lipsia e all'università di Halle. Nel 1846 fu nominato procuratore di stato presso il tribunale penale di Berlino e due anni dopo fu eletto all'Assemblea nazionale prussiana. Dal 1871 al 1876 fu membro del Reichstag tedesco. Il suo pensiero filosofico fu un tentativo di mediazione tra realismo e idealismo.
Nel campo del diritto criticò l'assimilazione di questo alla scienza osservando di come essa studi i fenomeni naturali mediante una conoscenza oggettiva delle loro manifestazioni, senza dover tenere conto del pensiero e del ruolo dell'uomo cosa che invece è necessario nel diritto, concludendo che quest'ultimo non può essere assimilato ad una scienza naturale ma ad un altro tipo di scienza specifica.